# Matthew DeHart

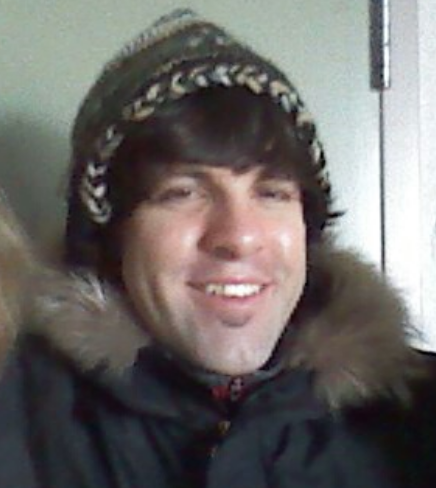
Matthew DeHart

Matthew Paul „Matt“ DeHart (* 11. Juni 1984) ist ein amerikanischer Whistleblower aus Newburgh, Indiana.
DeHart ersuchte in Kanada um Asyl, nachdem ihn das FBI wegen seiner Beteiligung an der Anonymous Hackergruppe und WikiLeaks befragt hatte und er 20 Monate lang im Gefängnis gesessen hatte, ohne dass Beweise für strafbare Handlungen vorgelegt worden waren.
Er wurde im Oktober 2010 in Tennessee der Produktion und des Transports von Kinderpornografie angeklagt und sieht dies als einen Vorwand des FBI an.
Im Fall einer Verurteilung drohen ihm mindestens 15 und maximal 25 Jahre Haft.
Das US-Justizministerium räumte ein, er sei in einer Spionageangelegenheit festgenommen worden und es sei eine Untersuchung, die die nationale Sicherheit betreffe. Er war der Air National Guard (ANG) im Februar 2008 beigetreten und im Juni 2009 unehrenhaft entlassen worden. Offiziell wurde dies mit „psychischen Problemen“ begründet. DeHart gibt an, vor seiner Entlassung sei er unter dem Vorwand eines Drogentests auf seinen Internetaktivismus angesprochen worden und man habe ihm eine ehrenhafte Entlassung mit Abfindung angeboten, wenn er Stillschweigen bewahre.